# Annamanum ochreopictum
Annamanum ochreopictum là một loài bọ cánh cứng trong họ Cerambycidae.